# 趙鈞鴻
陸趙鈞鴻，BBS（1928年5月18日—），晶晶教育出版社及啟思幼稚園的創辦人、香港幼兒教育的先驅。

## 背景
趙鈞鴻祖籍廣東新會滘頭，早年在廣州生活，有兩妹一弟。其祖父趙秀石是一名西醫，新會淪陷期間參加漢奸組織，任維持會會長。其父親趙廷燊也是一名西醫。母親則為一名護士。趙曾在廣東省立第一中學（現為廣東廣雅中學）就讀中一至中五年級。因抗日戰爭及第二次世界大戰爆發，致使學校停課。她在戰事結束後轉讀廣州市真光中學（1946年）。畢業後本來報考了廣州嶺南大學醫學院，卻由於喜歡幼兒教育而報考南京金陵女子大學社會學系辦的幼兒福利課程（1946年至1948年）。1951年來到香港九龍區的一所幼稚園任教，不久再轉到英華女學校附屬幼稚園任職主任。及後在1963年先後創辦北角衛理堂幼稚園及靈糧堂幼稚園，並兼任兩校的校長。同時於晚間為香港中文大學校外進修部辦的幼兒課程當培訓老師。直至1984年創辦啟思幼稚園。在1995年，趙鈞鴻成為啟基學校的校監，直至2022年正式向該校請辭校監的職位。
趙鈞鴻是香港幼兒教育事務的先驅。早於1960年代已率先在香港提倡活動教學。她曾在1980年代創立《晶晶樂園》雜誌，期間為幼兒編寫了不少讀本和兒歌。其所創辦的“啟思幼稚園”便率先推動新式的主題活動教學。趙現時是香港多家幼稚園及小學的校長及校監。此外，她亦就香港的課程框架編寫了多個系列的讀本。有見趙鈞鴻對教育界作出重要貢獻，她獲頒授香港特別行政區政府銅紫荊星章、中國福利會頒授第十五屆宋慶齡樟樹獎、香港星島新聞集團「2013年傑出領袖（教育／科研組）」獎，且獲美國波士頓惠洛克大學委任為國際客席學者。
趙鈞鴻與2020年捲入債務糾紛，她被指與家人拖欠財務公司港幣逾8,420萬元的債務及利息，並拒絕交出位於渣甸臺的抵押物業，被高等法院下令清空和交出該物業以償還債務。

## 個人生活
趙鈞鴻已婚，與丈夫陸建源（已故）育有1子1女，孻子陸永基，女兒黃陸永恩。

## 外部連結
- 晶晶教育出版社：趙鈞鴻博士簡介 （页面存档备份，存于）
- 趙鈞鴻「魔法」教導名人子女[]
- 趙鈞鴻心有憾事瞓唔著 （页面存档备份，存于）
- 趙鈞鴻獲傑出教育家年獎 （页面存档备份，存于）